# Lipen
Lipen (bulgariska: Липен) är ett distrikt i Bulgarien.   Det ligger i kommunen Obsjtina Montana och regionen Montana, i den nordvästra delen av landet, 80 km norr om huvudstaden Sofia.
Trakten runt Lipen består till största delen av jordbruksmark. Runt Lipen är det ganska glesbefolkat, med 35 invånare per kvadratkilometer.